# Le Garçu
Le Garçu is een Franse film van Maurice Pialat die werd uitgebracht in 1995. 

## Verhaal
Gerard is een zakenman van middelbare leeftijd die is getrouwd met de veel jongere Sophie. Hij gedraagt zich echter, zeker op mentaal vlak, nog steeds als een adolescent. Gérard heeft ook een ex-vrouw, Micheline, en een minnares, Cathy. Samen hebben Gérard en Sophie een zoontje van vier, Antoine. Gérard is gek op Antoine maar heeft moeite om zich echt met hem bezig te houden. Toch probeert hij een hechte band op te bouwen met het jongetje. 
Op vakantie in Mauritius heeft het echtpaar de zoveelste woordenwisseling. Sophie is helemaal klaar met het egoïsme, de jaloersheid en het tumultueuze en chaotische gedrag van Gérard. Ze beslist alleen met Antoine terug te keren naar Parijs.
Ook Gérard keert terug naar Parijs waar hij onderdak vindt bij Micheline. Tussendoor zoekt hij soms Cathy op. Opdringerig staat hij ook geregeld onaangekondigd voor de deur van Sophie om Antoine te overladen met geschenken. Sophie woont echter al enige tijd samen met Jeannot. 

## Rolverdeling
| Acteur              | Personage                                 |
| ------------------- | ----------------------------------------- |
| Gérard Depardieu    | Gérard                                    |
| Géraldine Pailhas   | Sophie, de vrouw van Gérard               |
| Dominique Rocheteau | Jeannot                                   |
| Fabienne Babe       | Cathy, de minnares van Gérard             |
| Élisabeth Depardieu | Micheline, de ex-vrouw van Gérard         |
| Claude Davy         | le garçu                                  |
| Antoine Pialat      | Antoine, het zoontje van Sophie en Gérard |